# Santa Croce in Fossabanda
Santa Croce in Fossabanda je katolický kostel a klášter v Pise, stojící na piazza Santa Croce.
Kostel s klášterem byl postaven pro dominikánský řád roku 1325 na místě bývalého kláštera z roku 1233.
Současná podoba stavby pochází z 15. století, kdy kostel převzal františkánský řád. Kostel je jednolodní s narthexem.
Interiér uchovává malbu portugalského malíře Alvara Pireze d'Evora Madona s dítětem a anděl (15. století) a malby Vignaliho (1649), Guidottiho a Curradiho (17. století).

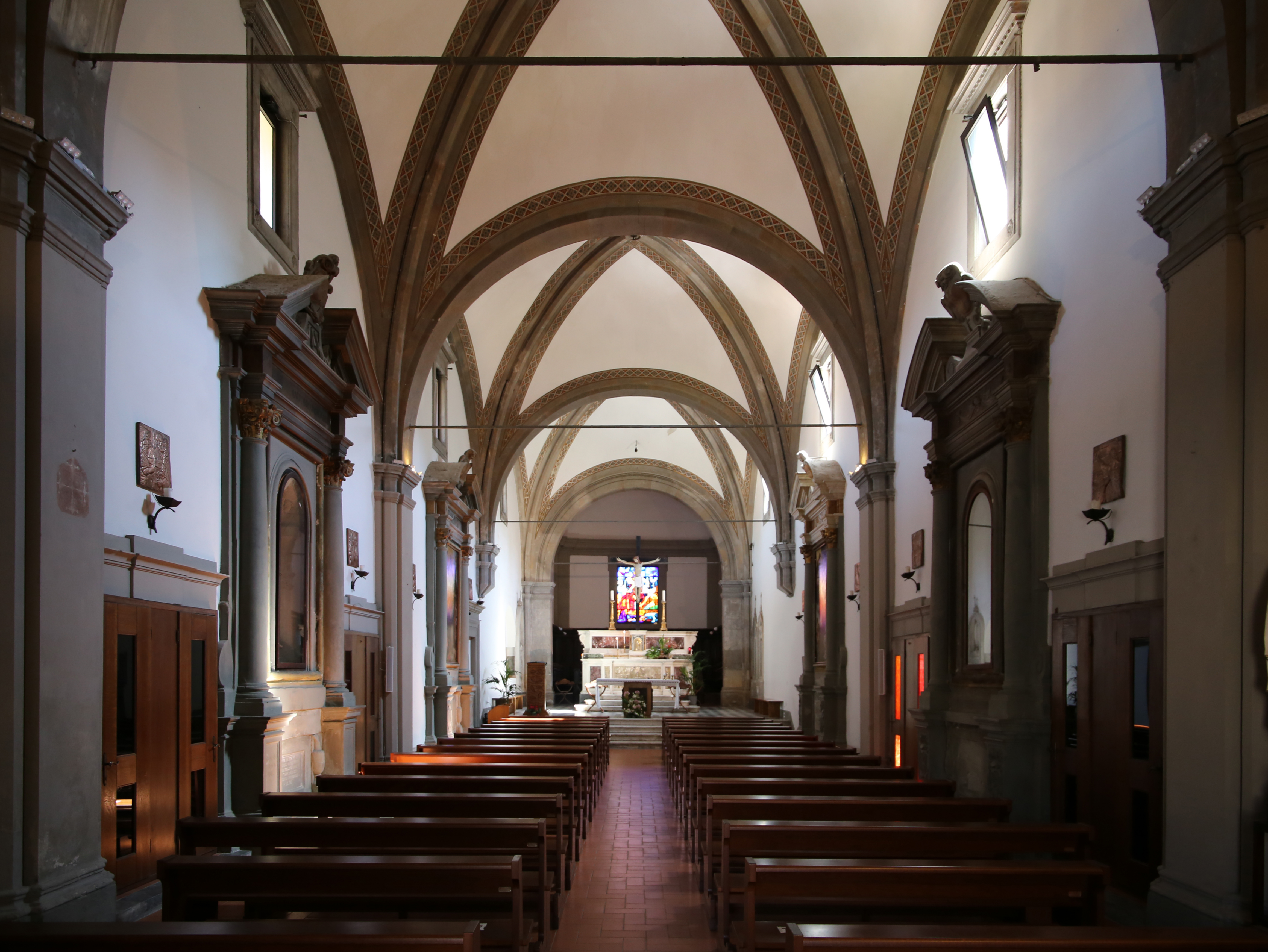
Interiér kostela
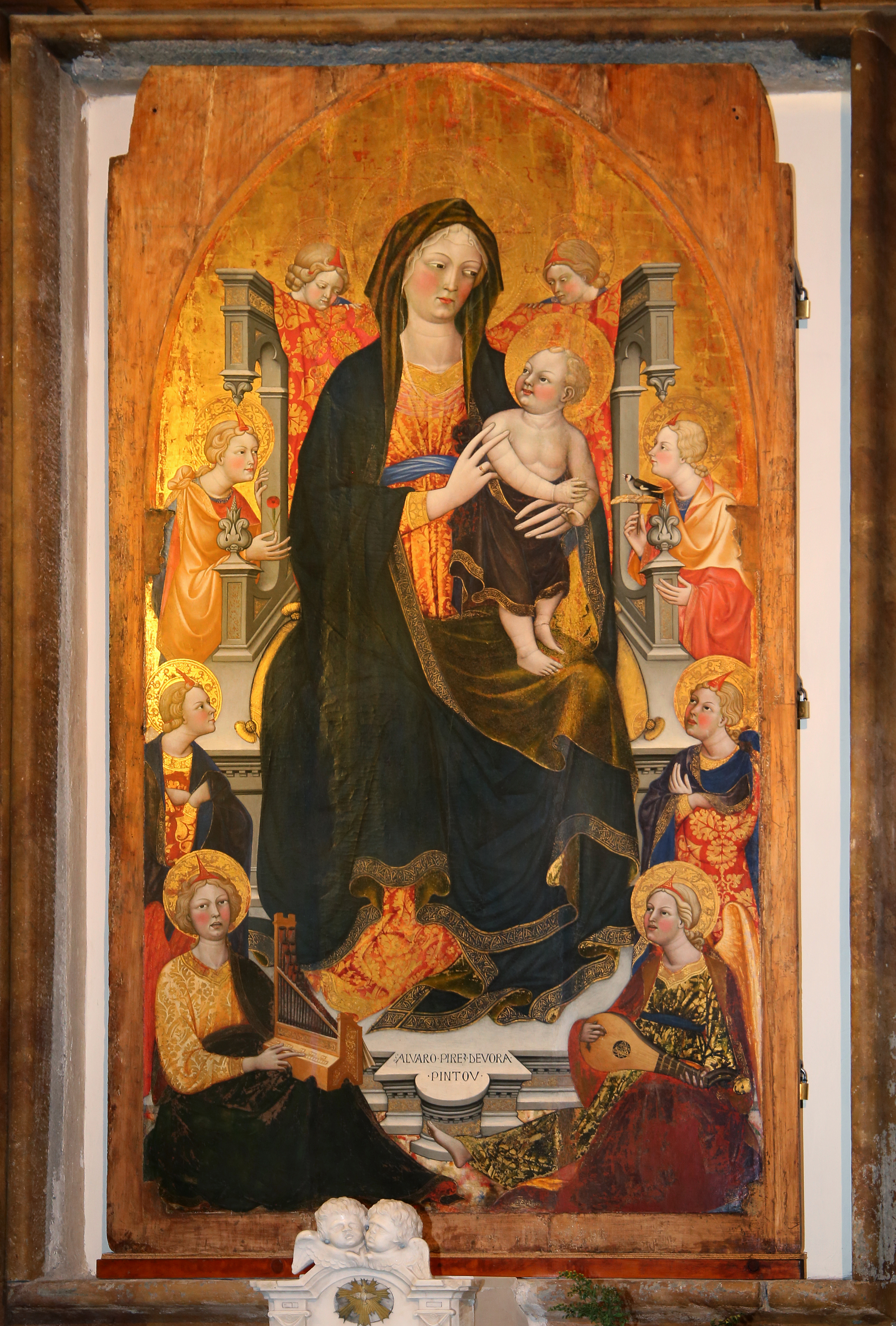
Madona s dítětem a anděly